# 기상 점성술

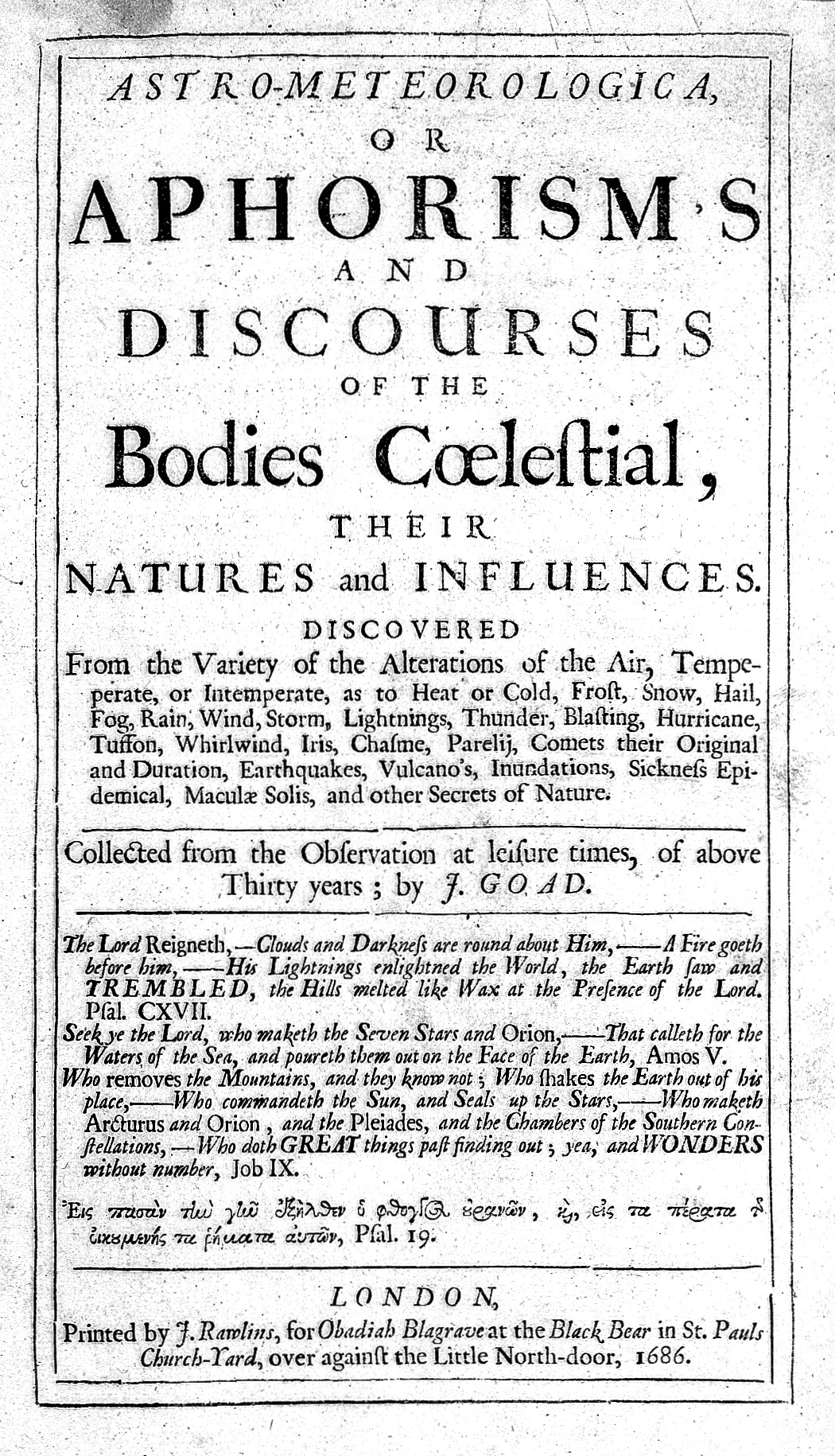

기상 점성술(氣象 占星術, meteorological astrology) 또는 천체기상학(天體氣象學, 그리스어로 "별자리, 별"을 뜻하는 아스트론(ἄστρον)과 "하늘 높이"를 뜻하는 메테오로스(μετέωρος) 그리고 ~로지아(-λογία)에서 파생된 합성어 astrometeorology)는 날씨를 예측하기 위해서 태양과 달 그리고 행성들의 점성학적이나 천문적인 배치를 사용하는 관행이다.
기상 점성술은 수천년의 역사를 가지며, 날씨에 직접적으로 영향을 준 천문 배치에 근거한다. 고대의 점성가들은 항성과 행성, 태양 그리고 달의 위치에 유념하여 날씨 예측법을 만들었는데, 그들에게 그것은 기상학으로 알려졌다. 그들의 문헌들에 따르면, 지구에서 관측하기에 별자리를 점유하고 있는 행성들이 서로 조화롭거나 호의적일 때, 대지는 일반적으로 긍적적인 날씨 환경을 경험한다. 그러나 행성이 대지의 지역들에 걸쳐 부조화한 수학적 각을 맺고 있을 때, 그 대기가 응답하여 날씨는 계절에 맞지 않게 된다.
수 세기동안, 특히 중장기적 기법이 발전된 날씨 예측법은 농작물을 심고 바다를 항해할 때를 알기 위한 그리고 혹독한 겨울을 사전에 대비해야 하는 기간들을 결정하기 위한 방법으로만 사용되었다. 기원전 2세기에 고대 바빌로니아인들에 의해서 행성의 배치와 상호관계가 있는 기상 현상들이 기록되었다.
클라우디오스 프톨레마이오스와 같은 고대 점성가들은 점성학적 수단을 거치는 날씨 예측에 대한 한 논문을 작성했다. 하지만, 1686년이 되어서야 J. 고드 박사에 의해서 기상 점성술에만 전념하는 영어로 된 그의 저서 《천체 기상학(Astro-Meteorologica)》이라는 표제의 방대한 분량의 서적이 잉글랜드 런던에서 출판되었다. 고드의 서적은 점서학적으로 날씨를 예측하는 원리와 규칙으로 구성되어 있다. 요하네스 케플러는 토성과 태양의 합이 추운 날씨를 만들어낸다는 그의 믿음을 뒷받침하는 기상 관측을 기록했다.